# ブルーオアシス 〜魚の癒し空間〜
『ブルーオアシス 〜魚の癒し空間〜』（ブルーオアシス さかなのいやしくうかん）は、ハドソンが2008年6月24日にWiiウェアで、2010年9月8日にPlayStation 3（PlayStation Store）で配信を開始したダウンロードソフト。開発はアーテイン。

## 概要
自分で水槽の背景や地面、置物などをカスタマイズし、オリジナルの水槽（アクアリウム）を作成することができる。また、魚も自由に追加することができる。ただし、置物・魚にはメーターが設けられており、メーターがいっぱいになるとこれ以上置物や魚を追加できなくなる（魚と置物のメーターは別）。
基本的には鑑賞をするソフトで、クラシック音楽を聴きながら魚を鑑賞することができる。鑑賞を終わるときは、HOMEボタンメニューを押してやめるか、オプションメニューから「ゲームの終了」を選ぶ。

## 魚とふれあう
えさをやったり、水槽をノックしてリアクションを楽しんだりすることができる。えさは、魚によって好みが異なる。なお、えさをやらなくても魚が死ぬことはない。ノックは、えさ画面以外でWiiリモコンを振ると発生する。

## めざせ!!釣りマスター との連携
同社のゲーム『めざせ!!釣りマスター 世界にチャレンジ編!』のセーブデータがWii本体に保存されていると、『めざせ!』のセーブデータから魚がやってくることがある。